# Lizjasz
Lizjasz (gr. Λυσίας ur. ok. 445 p.n.e., zm. ok. 380 p.n.e.) – mówca grecki, pochodzący z rodziny metojków mieszkających w Atenach. Prowadził szkołę retoryki. Syn bogacza Kefalosa. W roku 404 p.n.e. utracił majątek (m.in. przedsiębiorstwo wytwarzające tarcze) skonfiskowany przez rząd oligarchiczny. W czasie wprowadzonego przez władze terroru zginął jego brat, Polemarch, a on sam po ucieczce z aresztu musiał się udać na wygnanie. Po przywróceniu demokracji Trazybul chciał nadać Lizjaszowi obywatelstwo ateńskie za wybitne zasługi dla restauracji ustroju, jednak z powodów proceduralnych nie doszło to do skutku. Od kiedy zubożał, utrzymywał się z pisania mów (głównie sądowych). 34 zachowane mowy Lizjasza dostarczyły cennych informacji dotyczących obyczajowości ówczesnych Aten.
Należy do kanonu dziesięciu mówców.